# برایان فنتون
برایان فنتون (انگلیسی: Bryan P. Fenton؛ زادهٔ ۱۹۶۵) ژنرال نیروی زمینی ایالات متحده آمریکا است، که از اوت ۲۰۲۲ به‌عنوان سیزدهمین فرماندهی عملیات ویژه ایالات متحده آمریکا فعالیت می‌کند.
فنتون فعالیت نظامی را از سال ۱۹۸۷ در نیروی زمینی آمریکا آغاز کرد، از ۲۰۱۶ تا ۲۰۱۷ فرماندهی عملیات ویژه اقیانوس آرام را برعهده داشت و از ۲۰۱۷ تا ۲۰۱۹ جانشین فرماندهی اقیانوس هند-آرام ایالات متحده آمریکا بود.
او از ۲۰۱۹ تا ۲۰۲۱ به‌عنوان دستیار نظامی وزیر دفاع ایالات متحده آمریکا فعالیت می‌کرد و از ۲۰۲۱ تا ۲۰۲۲ فرمانده ستاد فرماندهی مشترک عملیات ویژه بود. وی در جنگ افغانستان و جنگ عراق حضور داشت.